# (500603) 2012 UH121
(500603) 2012 UH121 es un asteroide perteneciente al cinturón de asteroides descubierto el 18 de marzo de 2010 por el equipo del Spacewatch desde el Observatorio Nacional de Kitt Peak, Arizona, Estados Unidos.

## Designación y nombre
Designado provisionalmente como 2012 UH121.

## Características orbitales
2012 UH121 está situado a una distancia media del Sol de 2,991 ua, pudiendo alejarse hasta 3,483 ua y acercarse hasta 2,499 ua. Su excentricidad es 0,164 y la inclinación orbital 11,61 grados. Emplea 1890,00 días en completar una órbita alrededor del Sol.

## Características físicas
La magnitud absoluta de 2012 UH121 es 16,1. 